# ويليام رودن
ويليام رودن هو صحفي رياضي عمل لصالح صحيفة نيويورك تايمز للفترة من 1983 حتى 2016، ثم انضم إلى موقع تابع لإي إس بي إن.